# Bosque de Ituri

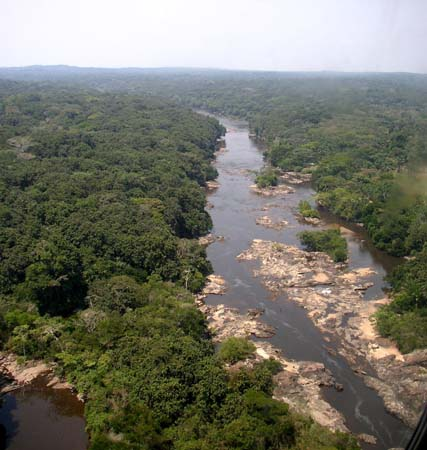
Río Epulu en el bosque de Ituri

El bosque de Ituri es un bosque lluvioso situado en la provincia de Ituri en el nordeste de la República Democrática del Congo. El nombre del bosque procede del río Ituri que fluye a través de la selva, desembocando primero en el río Aruwimi y después en el río Congo.

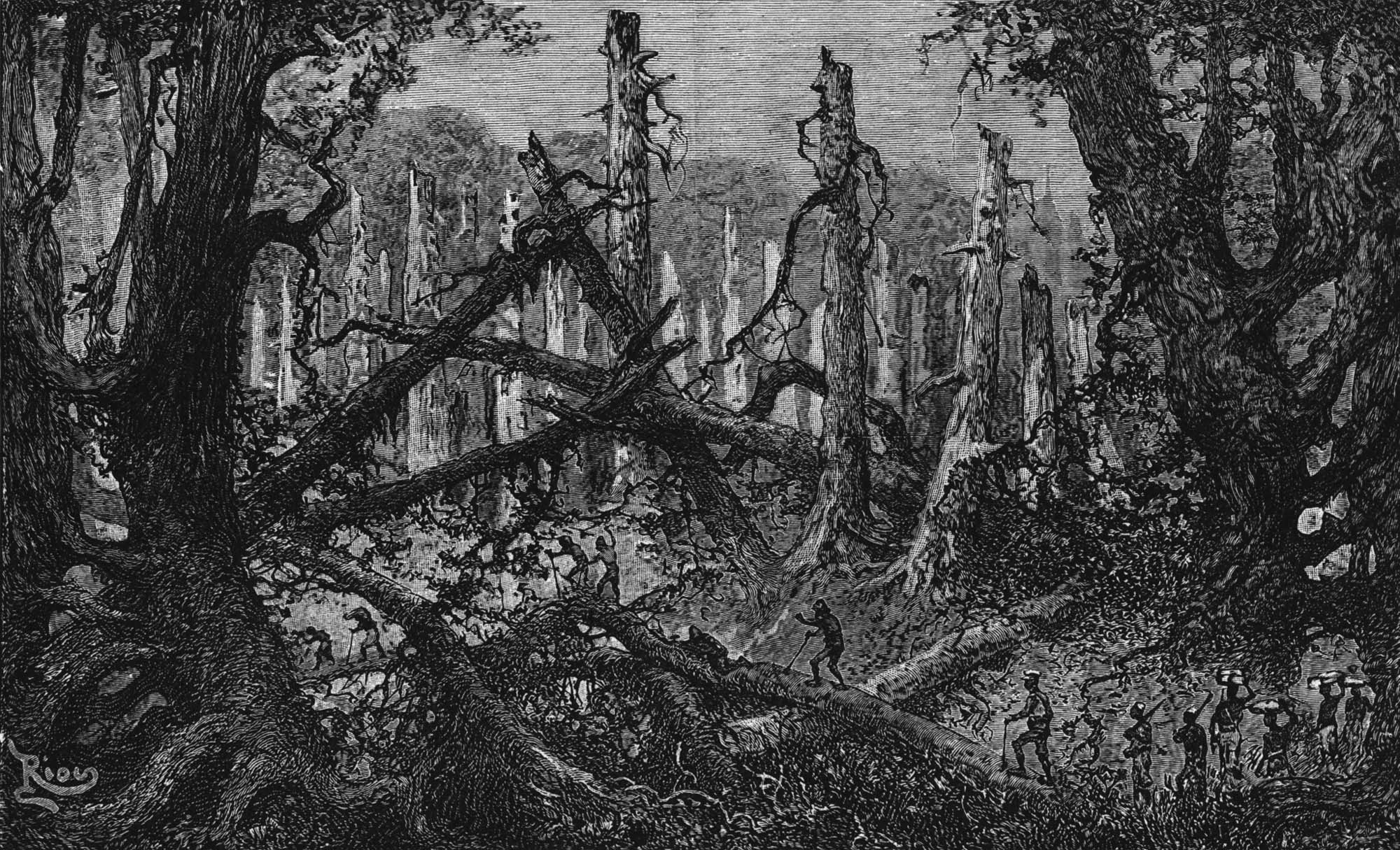
Grabado de la expedición de Stanley cruzando un claro del bosque, de su libro In darkest Africa, 1890.

## Geografía
El bosque de Ituri ocupa unos 63.000 km² y está situado entre los 0° y los 3°N y los 27° y los 30° E. Las mayores alturas en la selva se sitúan entre 700 y 1.000 m. La temperatura media es de 31 °C y la humedad media es de un 85%.

Región de Ituri en la República Democrática del Congo

Una quinta parte del bosque está formada por la Reserva de Vida Salvaje de Okapi, considerada Patrimonio de la Humanidad. Está poblada por los pigmeos mbuti, uno de los pueblos cazadores-recolectores que viven en la selva ecuatorial caracterizados por su escasa altura. 

### Clima y vegetación
En el bosque hay varios tipos de vegetación, desde árboles de maderas nobles que alcanzan el récord de 52 m de altura hasta pequeños ejemplares con troncos de una decena de centímetros.  En algunas zonas, el suelo del bosque es una vasta red de raíces enmarañadas que hace imposible recorrer muchas zonas a pie. En otras, la densidad del canope no deja pasar la luz, y el suelo del bosque carece de vegetación. Donde hay luz se agrupan plantas herbáceas de gran desarrollo. La variedad de semillas permite la existencia de numerosos pequeños mamíferos (entre los roedores Deomys ferrugineus, Hybomys univittatus, Hylomyscus stella, Lophuromys flavopunctatus, Malacomys longipes, Mus minutoides, Oenomys hypoxanthus y Praomys jacksoni).
En el bosque, los ríos fluyen de este a oeste. El río Ituri recibe numerosos afluentes, entre los que destacan los ríos Nepoko, en el norte, Epulu y Nduye, en el centro, e Ibina en el sur. La mayoría no son navegables debido a la densa vegetación y al relieve montañoso. Las lluvias son de unos 1.900 mm anuales y la estación seca se da entre diciembre y febrero. Las lluvias más intensas se dan en octubre y primeros de noviembre, con el desbordamiento de los ríos.
Entre los árboles más grandes dominan las leguminosas. Algunas zonas están dominadas por una sola especie, por ejemplo, en el sur de la selva el 90 % del bosque está ocupado por Gilbertiodendron dewevrei. En el resto dominan dos especies que ocupan el 40% del bosque, Cynometra alexandrii y Brachystegia laurentii. Las especies más altas pertenecen a los géneros Albizia, Celtis y Ficus.

### Fauna
El bosque está rodeado por un bosque-sabana que permite la existencia de especies de bosque como el duiker (Cephalophus sylvicultor), el antílope almizclero enano de agua (Hyemoschus aquaticus), el antílope pigmeo (Neotragus batesi), así como leopardos, ginetas (Genetta genetta), mangostas (Herpestidae), elefantes, búfalos y bongos (Tragelaphus eurycerus). Entre los monos destacan el papión oliva o de Anubis (Papio anubis), un mono terrestre, colobos (Colobus) y cercopitecos (Cercopithecus hamlyni). El único simio es el chimpancé. Entre las numerosas especies de pájaros destaca el pavo real del Congo (Afropavo congensis). En el Parque nacional de Maiko, en el extremo sur del bosque, se encuentran elefantes de bosque (Loxodonta cyclotis), okapis (Okapia johnstoni), cerdos hormigueros (Orycteropus afer), chimpancés y el casi extinto gorila de Grauer (Gorilla beringei graueri).
El bosque lluvioso de Ituri fue atravesado por los europeos por primera vez en 1887 por Henry Morton Stanley, en su expedición en auxilio de Emin Pasha.

## Evolución
El bosque de Ituri, formado en su mayor parte por un bosque primario que alcanza los 40 m de altura, está amenazado, en primer lugar por la invasión de diversos pueblos, como los bantúes, que acudieron por millones empujados por la guerra que empezó hace dos décadas, y que está cambiando el ecosistema, y en segundo lugar por las empresas madereras que, desde 2006, han construido carreteras para extraer la madera desde Komanda y Beni. Con ellos colaboran los pigmeos.